# Automotrici SV 051-056
Le automotrici serie 051-056 sono una serie di automotrici originariamente costruite per la Società Veneta.

## Storia
Le motrici furono costruite dalla MAN di Norimberga nel 1913 per l'esercizio delle tranvie Montebelluna-Asolo e Montebelluna-Valdobbiadene, inaugurate in quello stesso anno.
Chiuse le due linee tra il marzo ed il giugno 1931, tre elettromotrici, le numero 053 (rinumerata 055 nel 1943), 054 e 056, furono acquistate nel 1937 per prestare servizio sulla ferrovia Genova-Casella. I tre rotabili entrarono in servizio a partire dall'aprile 1939, permettendo di superare un periodo di difficoltà dovuto alla carenza di mezzi motori sulla linea. Delle altre tre unità se ne perdono le tracce.
Con l'acquisto dei rotabili e della sottostazione elettrica della ferrovia della Val di Fiemme, avvenuto nel 1963, le elettromotrici non poterono più circolare sulla linea: furono accantonate l'anno successivo e quindi demolite; il telaio della motrice 055 fu trasformato in pianale di servizio.

## Caratteristiche
Le motrici erano equipaggiate con due motori Thomson Houston, alimentati alla tensione di 975 V cc, che muovevano ognuno l'asse esterno di un carrello (del tipo a "massima aderenza"): il rodiggio era (A1)(1A). Originariamente la presa di corrente era a due archetti, sostituiti successivamente da un unico pantografo. La cassa era simile a quella delle elettromotrici in servizio sulle tranvie Padova-Fusina e Padova-Piove di Sacco, anch'esse facenti capo alla "Veneta" ed elettrificate in quegli anni; era montata su un telaio metallico a longheroni e traverse.
Per circolare sulla Genova-Casella (alimentata a 2400 V cc) le officine sociali FGC installarono un gruppo rotante convertitore che richiese rinforzi al telaio e fu spesso fonte di problemi; fu anche installato un secondo pantografo.